# アルベルティーネ・アグネス・ファン・ナッサウ

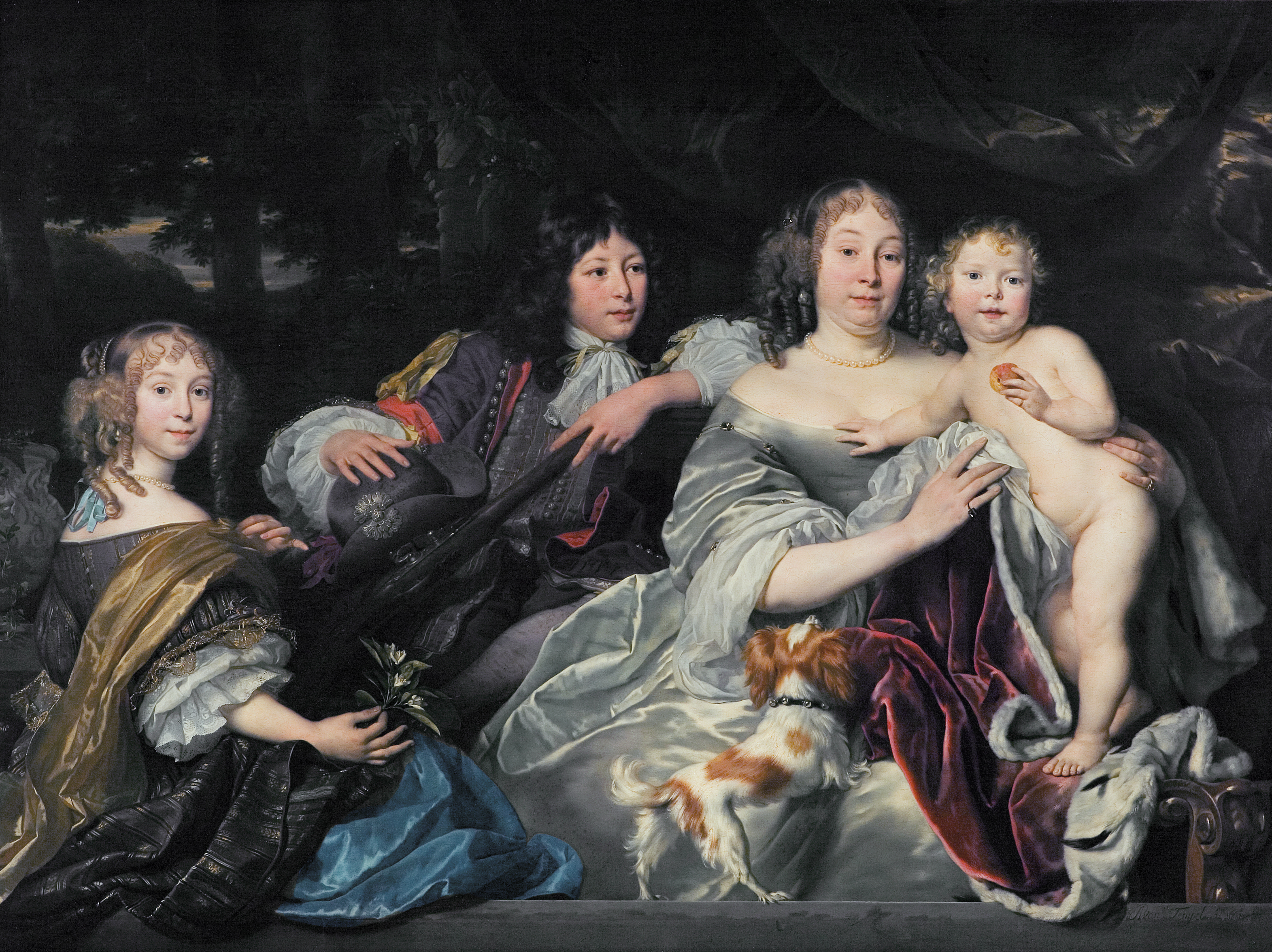
アルベルティーネ・アグネスと3人の子供たち、アブラハム・ファン・デン・テンペル画、1668年

エミーリエ・アルベルティーネ・アグネス・ファン・オラニエ＝ナッサウ（Emilie Albertine Agnes van Oranje-Nassau, 1634年4月9日 - 1696年5月26日）は、オラニエ公フレデリック・ヘンドリックの娘で、ナッサウ＝ディーツ侯ウィレム・フレデリックの妻。

## 生涯
ホラント州総督を務めるフレデリック・ヘンドリックとその妻のゾルムス＝ブラウンフェルス伯爵夫人アマーリエとの間の五女として生まれた。両親にとっては実質的に2番目の娘である。1652年5月2日にクレーフェにおいて、同族の又従兄でフリースラント州総督を務めるナッサウ＝ディーツ伯（1654年よりナッサウ＝ディーツ侯）ウィレム・フレデリックと結婚した。
1664年に夫が銃の暴発事故により亡くなると、アルベルティーネ・アグネスは幼くしてその後継ぎとなった一人息子ヘンドリック・カシミール2世の摂政となり、1679年まで息子に代わってフリースラント州、フローニンゲン州、ドレンテ州の3州を統治した。アルベルティーネは困難な状況を切り抜けて自身の摂政政治に対する反発の声を抑え込み、息子に諸州を安定した状態で譲り渡した。1665年にネーデルラント連邦共和国がイングランドおよびミュンスター司教領との戦争を開始すると、アルベルティーネは包囲され四面楚歌の状態にあったフローニンゲンの市民の士気を精力的に鼓舞した。
6年後の1671年にはミュンスター司教が交替して紛争が終わると思われたが、今度はフランス王ルイ14世がネーデルラントに戦争を仕掛けてきた。アルベルティーネ・アグネスは国家防衛のための委員会の一員となり、低地諸国の堤防を決壊させてフランス軍の進軍を阻む作戦を支持した。1672年より、アルベルティーネはラーン川沿いのディーツに隠遁所としてオラニエンシュタイン宮殿（Schloss Oranienstein）を建設させた。
アルベルティーネ・アグネスの孫息子ヨハン・ウィレム・フリーゾは、1702年に後継者の無いオラニエ公ウィレム3世の死後、オラニエ公位とオラニエ＝ナッサウ家の家長位を継承した。

## 子女
- アマーリア（1655年 - 1695年） - 1690年、ザクセン＝アイゼナハ公ヨハン・ヴィルヘルムと結婚
- ヘンドリック・カシミール2世（1657年 - 1696年） - ナッサウ＝ディーツ侯
- ソフィア・ヘドウィヒ（1664年 - 1667年）